# 马德里高等建筑技术学院
马德里高等建筑技术学院（西班牙語：Escuela Técnica Superior de Arquitectura de Madrid），是西班牙马德里理工大学的下属学院。该校培养建筑师并且颁发注册建筑师资格，同时也颁发室内设计师的本校文凭。马德高等建筑技术学院提供多个硕士和博士项目。

## 簡介
建校于1844年，原名马德里建筑特别学院，是西班牙最古老的建筑学院。现有大约4000名学生，是马德里理工大学各学院中学生数目最多的一个。现今的教学大楼于1936年投入使用，位于马德里大学城胡安·德·埃雷拉大道4号。
根据英国QS大学建筑学学科排名，在2021年该学院排名为世界第37名，介于日本东京工业大学和美国德克萨斯大学奥斯汀分校之间。

## 历史
在西班牙波旁第一王朝飞利浦五世时期，沿袭了法国各大学院的先例，在1744年创建了皇家三高雅艺术（绘画、雕塑和建筑）学院，此学院从1752年开始进行建筑学的教学。费尔南多六世于1757年通过一系列条例，从此之后便开始颁发官方建筑师头衔。
1844年，美术教育进行了一系列改革，将建筑、雕塑、绘画和浮雕教育分开，从此之后建筑学教育便划分在新的高雅艺术学院之下。1845年颁布了第一套建筑学教学大纲，保留了手绘、建筑设计和数学课程，同时增加了科学和实验课程，使得建筑师教育的技术性大大增强。1847年，新校区安置在San Isidro皇家学院内。1848年到1855年，成立了建筑土木预备学校。1857年，通过Moyano法案，改制成立了中央大学下属的高等建筑学院，从此开始颁发注册建筑师头衔。1906年到1932年，通过工程师Juan Carlos Cebrián的援助，图书馆进行了一系列扩张和更新。
在1936年夏天结束了最后的考试后，整个学校搬到了由Pascual Bravo Sanfeliú设计的新的教学大楼，位于马德里大学城的胡安·艾雷拉大道（西班牙语：Avenida de Juan de Herrera）。由于地理位置的因素，还未完成搬迁，新大楼就在西班牙内战期间成为前线交战地，受损严重，丢失、损毁了大量的文件、家具、设备、艺术品和书籍。1942年，经过了修缮之后，整个学院重新搬迁到新大楼。由于大楼砖砌墙体受损严重，修复后在立面上使用了干挂石材板，使得建筑物的外观相比于同时期马德里大学城的其他建筑大相径庭。1957年开始，学院升级为高等技术学院，1966年合并入马德里理工学院，后者于1971年改制成为马德里理工大学。
现有的教学大纲即所谓的博洛尼亚大纲（2010大纲），替代了1996大纲。
从2005年开始，该校授予的注册建筑师头衔，通过美国National Architectural Accrediting Board的Substantial Equivalency条款，可以在美国和加拿大从事建筑设计工作。

## 知名校友
以下为部分马德里高等建筑技术学院知名校友的名单：(排名不分先后)
- Alberto Campo Baeza
- Félix Candela
- Miguel Fisac
- Javier Gómez Pioz
- Juan Herreros
- Fernando de Higueras
- Izaskun Chinchilla
- Rafael de La-Hoz Arderius
- Antonio Lamela
- Carlos Lamela
- Rafael Moneo
- Juan Navarro Baldeweg
- Francisco Javier Sáenz de Oiza
- Ginés Garrido
- Alejandro de la Sota
- Emilio Tuñón Álvarez

## 外部連結
- （西班牙語） 官方网站